# Корр, Эдвин
Эдвин Гарст Корр (англ. Edwin Gharst Corr; 6 августа 1934, Норман, Оклахома, США) — американский дипломат, в 1980-х — посол США в нескольких латиноамериканских странах. Играл видную роль в проведении латиноамериканской политики администраций Джимми Картера и Рональда Рейгана, особенно в Боливии и Сальвадоре. Подозревался в причастности к скандалу Иран — контрас. Считается крупным специалистом по вопросам национальной безопасности, «нетрадиционным» методам войны, тайным дипломатическим операциям.

## Миссии в «горячих точках»
Окончил Университет Оклахомы, имеет учёную степень магистра политологии. В 1957—1961 служил в морской пехоте. С 1961 — на дипломатической службе.
Эдвин Корр специализировался на проблематике национальной безопасности и «нетрадиционных» силовых операциях — контрповстанчестве, борьбе с терроризмом и наркомафией. В 1966—1968 он возглавлял структуру Корпуса мира в западных районах Колумбии. Был одним из основателей и авторов программ Межамериканского фонда (IAF) в 1971.
С 1972 по 1975 Эдвин Корр — помощник американского посла в Таиланде. В этом качестве координировал военно-дипломатические миссии США в Таиланде, Южном Вьетнаме и Лаосе. После окончания Вьетнамской войны возвращён на латиноамериканское направление.
В 1976—1978 Эдвин Корр был дипломатическим представителем США в Эквадоре, несколько месяцев занимал пост поверенного в делах. В 1978—1980 (администрация Джимми Картера), Корр был помощником госсекретаря Сайруса Вэнса по борьбе с международным наркобизнесом.

## Посол в Латинской Америке

### Перу и Боливия

#### Против перуанских ультралевых
В ноябре 1980 Эдвин Корр был назначен послом США в Перу. Несколькими месяцами ранее президентом Перу был избран правый проамериканский политик Фернандо Белаунде Терри, поэтому американо-перуанские отношения были быстро нормализованы после длительного периода отчуждения. Посол Корр содействовал правительству Белаунде Терри в борьбе с маоистской террористической организацией Сендеро Луминосо.

#### Против боливийских ультраправых
Одновременно Корр курировал посольство США в Боливии. На этом направлении его противниками выступали в большей степени не ультралевые, а ультраправые силы. Будучи сторонником соблюдения демократической законности, он отрицательно отнёсся к «кокаиновому перевороту» июля 1980 и режиму генерала Гарсиа Месы. В его адрес поступали угрозы, авторство которых приписывалось советнику Гарсиа Месы итальянскому неофашисту Стефано Делле Кьяйе. Корр настаивал на высылке Делле Кьяйе из Боливии, осуждал нарушения прав человека и криминальные связи гарсиамесистского правительства.
После отстранения Гарсиа Месы от власти, в декабре 1981, Эдвин Корр был назначен послом США в Боливии.

### Сальвадор и Никарагуа

#### В сальвадорской войне
В августе 1985 Эдвин Корр был направлен послом в Сальвадор. Положение в этой центральноамериканской стране относилось тогда к внешнеполитическим приоритетам США — ожесточённая гражданская война в Сальвадоре являлась важным участком глобальной Холодной войны.
Эдвин Корр проводил на своём посту жёсткий курс администрации Рональда Рейгана: всемерная поддержка сальвадорских властей в противостоянии леворадикальному повстанческому движению. Основную ответственность за кровопролитие он возлагал на ФНОФМ и никарагуанских сандинистов, обвиняемых им в попытках распространить на Сальвадор марксистский режим. В то же время Корр осуждал и ультраправый терроризм эскадронов смерти, свидетельствовал о внеправовом насилии со стороны сальвадорской армии. Он оказывал полную поддержку президенту Хосе Наполеону Дуарте, противостоявшему экстремистам с обеих сторон. Однако главную опасность Корр усматривал в просоветских, коммунистических и крайне левых силах.
Эвин Корр был награждён орденом Матиаса Дельгадо — высшей наградой Сальвадора, вручаемой иностранцам.

#### В никарагуанском противостоянии
В 1986—1991 Эдвин Корр подозревался в причастности к скандалу Иран — контрас. Комиссия конгресса получила информацию о его связях с сетью частных предприятий, оказывавших помощь никарагуанским антикоммунистическим партизанам. Утверждалось также, что Корр находился в контакте с известным оперативником ЦРУ Феликсом Родригесом и участвовал в организации снабжения контрас с одного из сальвадорских аэродромов. Со своей стороны Корр не признавал нарушений закона, доказательств обнаружено не было.

## Политолог и консультант
В 1988 Эдвин Корр оставил госслужбу. Преподавал политологию в качестве профессора Университета Оклахомы. Был заместителем директора университетского Международного программного центра (IPC). В этом качестве Корр в 2003—2004, после военного свержения Саддама Хусейна организовывал контакты между американскими и иракскими университетами.
В 1995 Эдвин Корр основал и до 2001 возглавлял международную неправительственную организация «Энергетический институт Америк». Занимался посредничеством между американским и иностранными нефтегазовыми компаниями.
В 2003—2007 Эдвин Корр посещал Ирак, анализировал ситуацию, вырабатывал рекомендации по антитеррористическим мероприятиям. Консультирует Корпус морской пехоты и военные учебные заведения.
Эдвин Корр — автор и соавтор ряда работ по истории конфликтов периода Холодной войны и аналитических очерков по политическому экстремизму, терроризму, оргпреступности и методах противодействия.